# آر جي آرمسترونغ
آر جي آرمسترونغ (بالإنجليزية: R. G. Armstrong)‏ مواليد 7 أبريل 1917 في ألاباما، الولايات المتحدة - الوفاة 27 يوليو 2012 في كاليفورنيا، الولايات المتحدة، هو ممثل أمريكي بدأ مسيرته الفنية سنة 1954. امتدت مسيرته الفنية لأكثر من 47 عاما. درس في جامعة ولاية كارولينا الشمالية في تشابل هيل.

## الأعمال
- دمية طفل
- إل دورادو
- السماء بإمكانها الانتظار
- ريدز
- أطفال الذرة
- بريداتور
- ديك تريسي